# Red Norvo
Red Norvo (Beardstown (Illinois), 31 maart 1908 - Santa Monica (California), 6 april 1999) was een van de eerste vibrafonisten in de jazz. Hij leverde een belangrijke bijdrage aan de integratie van de xylofoon en vibrafoon in de jazz.
Norvo werd geboren als Kenneth Norville in Beardstown in Illinois. Het verhaal gaat dat hij op jonge leeftijd zijn pony verkocht om zijn eerste marimba aan te kunnen schaffen. Norvo's carrière begon in Chicago in 1925, toen hij speelde in de band The Collegians. Daarna zou hij nog met vele andere bands spelen, waaronder een band vol marimbaspelers en met grote artiesten als Paul Whiteman, Benny Goodman, Charlie Barnet en Woody Herman. Bovendien maakte hij opnames met onder meer Mildred Bailey (zijn vrouw), Billie Holiday en Frank Sinatra. Hij en zijn vrouw Mildred stonden bekend als Mr. and Mrs. Swing. Daarnaast was hij in 1958 te zien in de film Screaming Mimi.
In 1949 formeerde Norvo een trio waarin de mallets werd gecombineerd met gitaar en bass. Toen niet veel later de gitarist en bassist (Mundell Lowe en Red Kelly) vertrokken, haalde hij twee muzikanten binnen die toen nog amper bekendheid genoten, maar later door zouden breken. Tal Farlow werd een van de belangrijkste gitaristen in de periode na de oorlog en Charles Mingus ontwikkelde zich enorm als bassist in de band, maar genoot later vooral bekendheid met composities die een totaal andere invalshoek hadden. Het trio bestond tot en met 1951 en nam twee LP's op voor Savoy.
Norvo toerde en speelde zijn gehele carrière, totdat een beroerte hem medio jaren 80 dwong te stoppen. In 1999 overleed hij in een verzorgingstehuis in Californië op 91-jarige leeftijd.